# Кокуло (Авелино)
Кокуло је насеље у Италији у округу Авелино, региону Кампанија.
Према процени из 2011. у насељу је живело 164 становника. Насеље се налази на надморској висини од 363 м.